# Bellavista (província)
Bellavista é uma província do Peru localizada na região de San Martín. Sua capital é a cidade de Bellavista.

## Distritos da província
- Alto Biavo
- Bajo Biavo
- Bellavista
- Huallaga
- San Pablo
- San Rafael